# PhotoRealistic RenderMan
PRMan，皮克斯动画工作室的PhotoRealistic RenderMan软件渲染器，简称为PRMan。是用于影视效果制作的三维渲染软件包。由于RenderMan的商标归皮克斯公司拥有，人们经常把PRMan等同于RenderMan，实际上RenderMan是一个渲染器规范，皮克斯公司的PRMan是（声称）符合这一规范的一种产品。PRMan 13.0符合RenderMan规范第3.3版。
PRMan使用RenderMan着色语言进行着色器编程，可灵活的定义材质特性。PRMan渲染器可以渲染高质量的图像。如果使用得当，PRMan可以提供相当快的渲染速度。
很多著名电影以及皮克斯自己的3D动画长片与短片运用了PRMan渲染器来渲染。
PRMan基于Reyes渲染架构。自11.0版提供光线跟踪和全局照明功能，其性能在之后的版本中均有较大提升。
值得注意的是，有些符合RenderMan规范的渲染器并不使用Reyes渲染架构，例如，BMRT是纯粹的光线跟踪渲染器。

## PRMan的特性列表[2]
PRMan 依不同的需求，有不同的版本供购买使用，包括 RenderMan Pro Server、RenderMan Studio、RenderMan for Maya 等，三者均使用相同的渲染技术，但在实际的工作流程中有些版本受许可证限制，特性会有一些差异，详细情况请参看皮克斯官网的资料。
- 极高的渲染性能和内存效率，得益于Reyes算法
- 使用RSL编写自定义着色器
- 镜头特效
  - 高精度的3D运动模糊
  - 真实的景深效果
  - 焦外成像控制
- 粒子渲染
- 曲线渲染
- 高效的毛发渲染
- 高质快速的置换渲染
- 次表面散射
- 全局照明
  - 环境遮蔽（OCC，光线跟踪或者基于点云）
  - 色溢（光线跟踪或者基于点云）
  - 图像照明（HDRI）
  - 焦散
  - 光线跟踪面光源
- 点云
- 砖图
- 光线跟踪
  - 混合系统（ RSL的子系统）
  - 可编程光线跟踪
  - 光线跟踪组
- CSG（渲染时的模型间布尔运算）
- 任意输出变量（AOVs）

## PRMan的用法
- 使用文本编辑器编写用于场景描述的RIB格式文件，用PRMan渲染。
- 通过C语言程序经由RenderMan规范的C语言绑定生成RIB场景描述文件。
- 皮克斯的RenderMan艺术家工具（RenderMan Artist Tools，简写为RAT）产品为PRMan提供了图形界面包装，RAT模块mtor用于从三维软件Maya生成PRMan的场景描述文件。这样，用户就可以在Maya下完成渲染之前的创作后使用PRMan渲染场景。RAT提供Shader图形化交互创作工具slim、和管理渲染任务的工具Alfred。
- 皮克斯也为小型工作室和个人用户提供使用PRMan的Maya渲染插件RenderMan for Maya，用户可以在Maya环境下以类似Maya内置的Maya软件渲染器相似的方式使用PRMan进行渲染。
- 某些三维图形制作软件可以直接调用PRMan渲染器渲染场景，例如Houdini。
- 很多三维图形制作软件都内置或通过第三方插件实现将场景转换为RIB场景描述文件的功能，以便用户通过PRMan渲染。
- 很多支持PRMan的三维图形制作软件可以通过图形界面定制材质，以减少对用户编写着色器能力的要求和使创作更加便捷，例如Maya的HyperGraph功能。对于上述方法，用户均可以通过RenderMan着色语言编写着色器以实现材质的描述。很多时候，编写自定义着色器是必需的。对于完全使用RAT的工作流程而言，一般来说需要有开发人员编写着色器模板（实际上是TCL\TK程序），由RAT中的SLIM进行调用形成材质，艺术家调节材质中的参数，最终生成材质提供给渲染器使用。

## 版本历史
- RednerMan Pro Server 17.0 和 RenderMan Studio 4.0，2012年10月4日[3]
- RednerMan Pro Server 16.0 和 RenderMan for Maya 3.0，2011年[4]
- RednerMan Pro Server 15.0，2009年
- RednerMan Pro Server 14.0，2008年[5]
- RenderMan Pro Server 13.0，2006年5月
- RenderMan Pro Server 12.5，2005年4月
- RenderMan Pro Server 12.0，2004年10月
- RenderMan Pro Server 11.5，2003年9月
- RenderMan Toolkit 11.0，2002年11月
- RenderMan Toolkit 10.0，2002年3月
- RenderMan Toolkit 3.9，2000年2月
- RenderMan Toolkit 3.8，1998
- RenderMan Toolkit 3.7，1997
- RenderMan Toolkit 3.6，1996
- RenderMan Toolkit 3.5，1994
- RenderMan Toolkit 3.4，1993
- RenderMan Toolkit 3.3，1992
- RenderMan Toolkit 3.2，1991
- RenderMan Toolkit 3.1，1990
- RenderMan Toolkit 3.0，1989

## 常见的符合RenderMan规范的渲染器
- 3Delight渲染器
- Aqsis渲染器
- BMRT，拉里·格里兹开发的支持光线跟踪的RenderMan渲染器。
- Entropy，被NVIDIA Gelato所取代，但Gelato也已停止开发。
- Pixie渲染器，社区认为这是BMRT的最好继任者。
- RenderDotC渲染器